# De Milieuridders
De milieuridders is een absurd komische Nederlands televisieprogramma uit 2005 van Paul Jan van de Wint en Rob Muntz over milieuthema's en bio-industrie. Het werd uitgezonden door LLiNK.
Voor consumentenzaken heb je Radar, op gebied van de showbizz heb je RTL boulevard en op gebied van dier, natuur en milieu is er De Milieuridders
De presentatie was in handen van Muntz en Van de Wint, terzijde gestaan door parttime-activiste Georgina Verbaan en Anna van Zweden. De neefjes van Paul Jan van de Wint – Ruud en Gijs van de Wint – verzorgden de rubriek De broertjes. 
Inhoudelijke redactie onder anderen Natasha Gerson, die eerder met Wilja Jurg milieuschandalen aan de kaak stelde in Geen reden tot ongerustheid en die verder (lied)tekstjes voor het programma schreef en Frank Westrus